# Stan Brittain
Arthur Stanley „Stan” Brittain (ur. 7 października 1931 w Liverpoolu) – brytyjski kolarz szosowy, srebrny medalista olimpijski

## Kariera
Największy sukces w karierze Stan Brittain osiągnął w 1956 roku, kiedy wspólnie z Billem Holmesem i Alanem Jacksonem zdobył srebrny medal w drużynowym wyścigu ze startu wspólnego podczas igrzysk olimpijskich w Melbourne. Był to jedyny medal wywalczony przez Brittaina na międzynarodowej imprezie tej rangi. Na tych samych igrzyskach w rywalizacji indywidualnej został sklasyfikowany na szóstej pozycji. Poza igrzyskami wygrywał między innymi w klasyfikacji generalnej Irish Sea Tour of the North w latach 1954, 1956 i 1957, Circuit of the Dales w 1956 roku i w szwedzkim Sex-Dagars w 1957 roku. Ponadto w 1955 roku był trzeci, a dwa lata później drugi w klasyfikacji generalnej Wyścigu Pokoju. Nigdy nie zdobył medalu na szosowych mistrzostwach świata.